# Sebastian Sebulonsen
Sebastian Søraas Sebulonsen (født 27. januar 2000) er en norsk professionel fodboldspiller, der spiller som højre back for den tyske klub FC Köln. Han har tidligere repræsenteret det norske U21-landshold i perioden 2021-2022. 

## Karriere

### Sola FK
Sebulonsen startede fodboldkarrieren for sit lokale hold Sola FK, i en alder af 13 år. Efter at have spillet sig op igennem ungdomsholdene for klubben, fik han sin senior debut den 24. september 2016, i en alder af 16 år, i Norges næstbedste række imod Florø.

### Viking FK
Den 12. december 2019 underskrev Sebulonsen en 2-årig aftale med Eliteserie-klubben Viking FK. Den 21. juni 2020, fik han i 68. minut sin ligadebut i et 3–0 nederlag imod SK Brann. 
Den 11. maj 2021 fik han forlænget sin kontrakt yderligere to år mere med Viking FK, til december 2023. Dagen efter forlængelsen blev han udlejet til den norske klub Mjøndalen. Her nåede han at spille 4 kampe med en enkelt assist imod Viking FK.  Hvorefter at han den 9. juni 2021, blev kaldt tilbage fra sit lån.  Samlet nåede Sebulonsen at score 11 mål i 67 kampe i alle turneringer igennem sin tid i Viking FK.

### Brøndby IF
Den 14. juli 2022 annoncerede den danske superligaklub Brøndby IF, at Sebulonsen havde underskrevet en 4-årig aftale, løbende til sommeren 2026. Her fik han få dage senere sin klubdebut den 17. juli, hvor han startede inde i 1–0 sejren imod AGF. Han fik fire dage senere sin europæiske debut i en uafgjort kamp i UEFA Europa Conference League kvalifikationen imod Pogoń Szczecin.